# Prezydenci Seszeli
Lista prezydentów Seszeli:
| Osoba | Osoba   | Osoba                          | Kadencja             | Kadencja             | Partia polityczna |
| #     | Portret | Imię i nazwisko                | Od                   | Do                   | Partia polityczna |
| ----- | ------- | ------------------------------ | -------------------- | -------------------- | ----------------- |
| 1     |         | James Mancham (1939–2017)      | 29 czerwca 1976      | 5 czerwca 1977       | SDP               |
| 2     |         | France-Albert René (1935–2019) | 5 czerwca 1977       | 16 kwietnia 2004     | SPPF              |
| 3     |         | James Michel (1944–)           | 16 kwietnia 2004     | 16 października 2016 | SPPF / PP         |
| 4     |         | Danny Faure (1962–)            | 16 października 2016 | 26 października 2020 | PP                |
| 5     |         | Wavel Ramkalawan (1961–)       | 25 października 2020 | nadal pełni urząd    | SNP               |